# لبنان (حوزه سرشماری)، ویسکانسین
لبنان (حوزه سرشماری) (به انگلیسی: Lebanon) یک منطقهٔ مسکونی در ایالات متحده آمریکا است که در شهرستان دوج، ویسکانسین واقع شده‌است. لبنان (حوزه سرشماری) ۲۰۴ نفر جمعیت دارد و ۲۷۴٫۰۲ متر بالاتر از سطح دریا واقع شده‌است.